# ハルデン刑務所
ハルデン刑務所（ノルウェー語: Halden fengsel）は、ノルウェーのエストフォル県ハルデンに位置する刑務所。
世界一人道的であると言わている。

## 概要
ノルウェーのオストフォールド県ハルデンに位置するハルデン刑務所は、15億ノルウェー・クローネもの費用が投じられ、10年以上の年月をかけて建設された。 2010年3月1日に最初の受刑者を受け入れ、4月8日にノルウェー国王ハーラル5世によって正式に開所された。248～252人の受刑者を収容できるノルウェーで2番目に大きな刑務所であり、敷地面積は75エーカー（約30ヘクタール） 。
最高クラスのセキュリティをもった刑務所として、強姦、殺人、児童性虐待などの危険な犯罪をおかした受刑者たちが収容されている。これらは収容者の半数を占め、収容者の3分の1は薬物犯罪者である。 他の受刑者から暴力を受ける可能性のある性犯罪者や、精神科や医療機関での監視を必要とする受刑者は、立ち入りに制限がかかり隔離されたエリアである「ユニットA」に置かれている。 また、依存症の回復に焦点を当てた特別なユニット「C8」も存在する。 ほとんどの受刑者は、より自由で独居房が混在したユニットBとCに収容されている。ハルデン刑務所には国内外の犯罪者が収容されているが、ノルウェー人は受刑者の約5分の3しかいないため（2015年時点）ノルウェー語と英語の両方が使用されており、刑務所には英語の教師もいる。ただし、グループや個人のカウンセリングはノルウェー語で行われるため、C8に居住するにはノルウェー語に堪能であることが条件となっている。
従来の刑務所に見られる有刺鉄線、電気柵、監視塔、狙撃手などはハルデン刑務所には存在しない。ただし、安全ガラスや6×1500 mのコンクリートとスチールの壁、警備員が所内を移動するためのトンネルは張り巡らされている。刑務所の敷地内に監視カメラはあるが、独房、独房の廊下、休憩室、教室、作業場などほとんどの場所には設置されていない。暴力行為はほとんど報告されておらず（わずかな事例のほとんどはユニットAで発生している）、さらにそれを減らす努力も続けられている。2人の受刑者が争いを起こした場合、スタッフの監視下で調停セッションを行う。 調停が失敗した場合、度重なる不正行為や規律違反は、独房への監禁や他の刑務所への移送の形で罰せられる。

## 設計
この刑務所は、デンマークのイーレク・ムラとノルウェーのHLM Arkitektur ASが設計したもので、司法公安省と公共建設・財産局が開催した設計者選定コンペティションで選ばれたものである。
受刑者の社会復帰に重点を置き、収容者が社会の一員であることを自覚できるように、村を模して設計されている。政府は「刑務所内と外の生活の差が小さいほど、服役生活から自由への移行が容易になる」と考えており、内装は家庭、学校、職場を模してその違いを明確にした塗装やデザインが施されている。建築家たちは刑務所を設計するにあたって、敷地内に建物を分散させ、受刑者がそこを歩いて行き来することで、彼らが外の世界でそうしていたように、自分の家からあちこちへと移動をするかのような感覚を得られる構造にすることを試みた。 廊下にはモロッコのタイルが貼られていたり、スイセンやパリの街並みなどの大きな写真が貼られたりしている。
外装はコンクリートではなく、レンガ、ガルバリウム鋼、カラマツ材で構成されている。 黒と赤の窯変レンガは、周囲の木々や苔、岩盤をイメージしたものである。 また、カバノキ、ブルーベリー、マツなど周囲の自然も囚人の社会復帰に効果的である。「硬い」素材である鉄は拘禁を象徴し、「柔らかい」素材であるカラマツは社会復帰と成長を象徴している。 庭の壁とトイレのドアには、ノルウェー人アーティストの「Dolk」によるグラフィティがあるが、これは刑務所が美術品購入予算から600万クローネで発注したものである。
刑務所の全ては、心理的なプレッシャーや対立、対人関係の摩擦を避けることを目的として設計されている。それに対して、刑務所の壁はセキュリティが目的である。 設計に関わった建築家のひとりであるグドゥラン・モルデンによれば、壁は刑務所内のどこからでも見えるため、「（囚人の）自由を奪う罰」の「象徴であり、道具」と見られていた。

## 刑務所の生活
各監房は10平方メートルの広さで、薄型テレビ、机、小型冷蔵庫、シャワー付きトイレ、光を多く取り入れるために、格子が無い縦長の窓が設置されている。10～12の房ごとに、キッチンとリビングにわかれる共有スペースがあり、キッチンにはステンレス製の食器、磁器製の皿、ダイニングテーブル、リビングにはモジュール式のソファとコンピュータゲーム機が設置されている。刑務所では食事が提供されている一方で、囚人たちは所内の食料品店で食材を購入し、自分たちで料理を作ることもできる。受刑者は1日12時間を施錠された部屋で過ごさねばならないが、なるべく部屋の外で過ごすことも奨励されており、部屋にこもらなかった場合は1日あたり53クローネの報酬が支払われる。アーレ・ホイダル所長は、「囚人達は活動が少ないほど攻撃的になる」と述べている。 「アクティヴィティーズ・ハウス」というものがあり、午前8時から午後8時までジョギングコースやサッカー場での練習の他、木工、料理、音楽のクラスも用意されている。ミキシングスタジオでは、受刑者が楽曲をレコーディングしたり、地元のラジオ局が毎月放送する番組を録音したりすることができる。雑誌を含む各種書籍や、CDやDVDを備えた図書館、インドアクライミング用の壁があるジム、チャペルなどもある。 受刑者は「刑務所での体験をどのように改善できるか」というアンケートを受けることもある。
受刑者は週に2回、2時間の間、家族やパートナー、友人と個人的に面会することが許されている。1人で面会する場合は、ソファや流し台、シーツやタオルにコンドームまで置かれた戸棚のある個室が用意されている。 家族がいる場合は、おもちゃやおむつ交換台がある大きな部屋も用意されている。受刑者は面会後に身体検査を受け、違法な物品が発見された場合、受刑者は個人的な面会の権利を失う可能性がある。 この権利は、リスクの高い犯罪者や薬物犯罪歴のある面会者には認められない。囚人が家族の面会を受け、24時間一緒に滞在できる山小屋風の離れもある。この家には、小さなキッチン、2つの寝室、バスルーム、ダイニングテーブルにソファやテレビのあるリビングルーム、そしておもちゃの用意された屋外のプレイエリアがある。受刑者が24時間の面会をするためには、児童発達教育プログラムを修了する必要があるが、外国人にはそもそも許可されていない。面会中、スタッフは受刑者とその家族を定期的にチェックする。

## スタッフ
2012年の時点で、ハルデンには教師、医療従事者、パーソナルトレーナー、看守など340人のスタッフがいる。 スタッフと受刑者が個人同士の関係を築くことを奨励する「ダイナミック・セキュリティ（dynamic security）」の哲学は、受刑者の潜在的な攻撃性を和らげ、スタッフの身の安全を確保するのに役立つとされる。看守は受刑者と一緒に食事やスポーツまでするが、銃は威嚇や社会的距離を生み出す可能性があるため、通常は装備していない。 建築家のPer Hojgaard Nielsenによれば、囚人とスタッフの交流は「家族のような感覚を生み出す」ようにデザインされており、スタッフとの関係はロールモデルとなって、囚人が刑期終了後に刑務所の外で応用できるようになっている。看守の半数が女性なのは、そうすることで受刑者の攻撃性を最小限に抑えられるとホイダル所長が考えているからである。看守の待機所は狭く、小さく作られており、看守がそこに留まることなくより多くの囚人と接するように設計されている。

## 評価
ハルデン市の住民は、刑務所があることを悪いことではなく、仕事が見つかるチャンスだと考えている。 ウェブマガジン「The Nordic Page」のNina Margareta Høieは、この刑務所が「ヨーロッパで最も人間らしい条件を備えていることで知られている」と述べ、TIME誌のウィリアム・リー・ジェイムズやガーディアン誌のアメリア・ジェントルマンは、世界で「最も人間らしい刑務所」と呼んでいる。BBCは、スコットランドの刑務所HMP Grampianのデザインはハルデンに触発されたものと報じている。HM Prison Wellingboroughの再設計を担当した建築家グループのブライデン・ウッドは、リハビリテーションに重点を置いた刑務所がどうあるべきかの「世界をリードする例」の一つと考えて、ハルデンを手掛けた。
2010年、ハルデン刑務所は世界建築フェスティバルの最終選考に残り、そのインテリアデザインはアーンシュタイン・アーネベルグ賞を受賞した。 2014年、ヴィム・ヴェンダース製作総指揮による、世界の様々な建築物についての、オムニバス式の3Dドキュメンタリー映画『もしも建物が話せたら』の中の一作として、ハルデン刑務所が取り上げられている。監督はマイケル・マドセンで、刑務所のデザインと建築が、再社会化のプロセスにどのように影響するかを探る内容となっている。 同年、ハルデン刑務所を題材にした別の映画が制作された。フィンランド国営放送が制作したテレビ映画『The Norden』である。ニューヨーク州アッティカ刑務所の元管理者であるジェームズ・コンウェイが、刑務所を見学したときの反応を追っている。 コンウェイは「ここは刑務所のユートピアだ。受刑者に鍵を与えること以外、これ以上自由にすることはできない」と語っている。映画監督のマイケル・ムーアは、2015年のドキュメンタリー映画『マイケル・ムーアの世界侵略のススメ』の中で、ハルデン刑務所をアメリカが刑務所システムを管理するための一例として紹介している。
しかし、右派ポピュリズム政党である進歩党は、ハルデン刑務所を批判している。 ノルウェーの刑務所における外国人の割合は、2000年の8.6％から2014年には34.2％に増加している。同党の元副党首であるPer Sandbergは、この原因を「ハルデンの高水準さ」にあるとし、ハルデンの施設はノルウェー国民のために確保されるべきであると主張している。同党はまた「ハルデンの生活の質は、多くの介護施設や老人ホームよりも良い」と主張した。イギリスのチャンネル5は、2020年11月に『World's Most Luxurious Prison』と題した、ハルデンに関する45分間のドキュメンタリーを放送した。保守派の政治家アン・ウィデコムが紹介したが、彼女はほぼ批判的で「刑務所は"普通の生活"と同じであってはならない」と述べていた。